# La Course à l'abîme
La Course à l'abîme est un roman, publié en 2002, qui s'apparente à une biographie imaginaire et romancée écrite par Dominique Fernandez et centrée sur l'enfant terrible de la peinture italienne Michelangelo Merisi dit Le Caravage (1571-1610). Le roman est paru aux éditions Grasset & Fasquelle, dans la collection Bibliothèque Grasset  (ISBN 978-2-246-64371-5). Le titre est emprunté à un épisode de la quatrième partie de la Damnation de Faust d'Hector Berlioz.
Fernandez choisit contre l'histoire un Caravage peintre maudit. C'est l'homosexualité et la marginalité qui sont les signes de cette malédiction.

## Adaptation au théâtre
- En 2010, Cesare Capitani adapte le roman au théâtre et nomme la pièce Moi, Caravage[1].

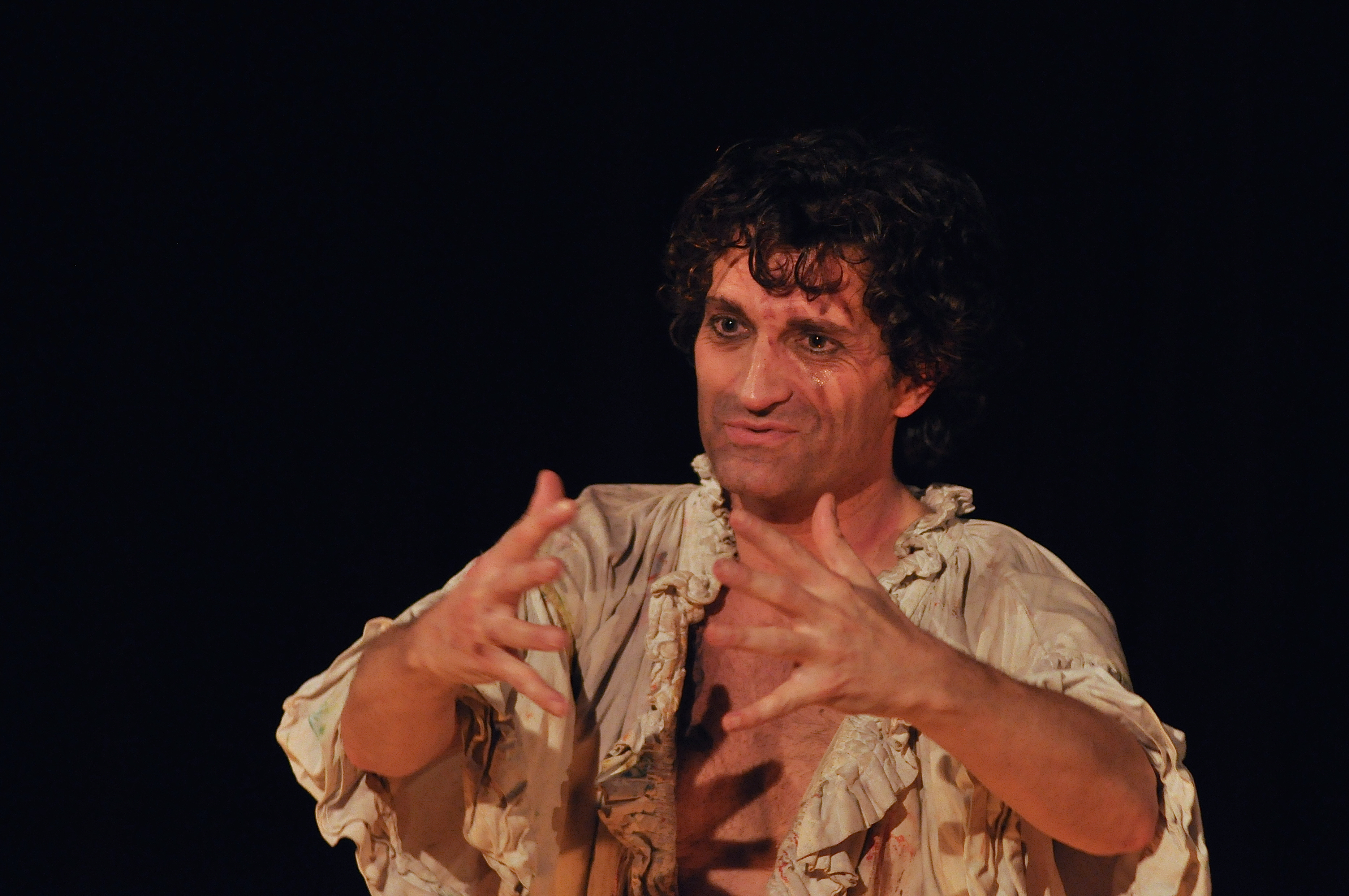
Le comédien Cesare Capitani adapte le roman au théâtre